# Пла ра

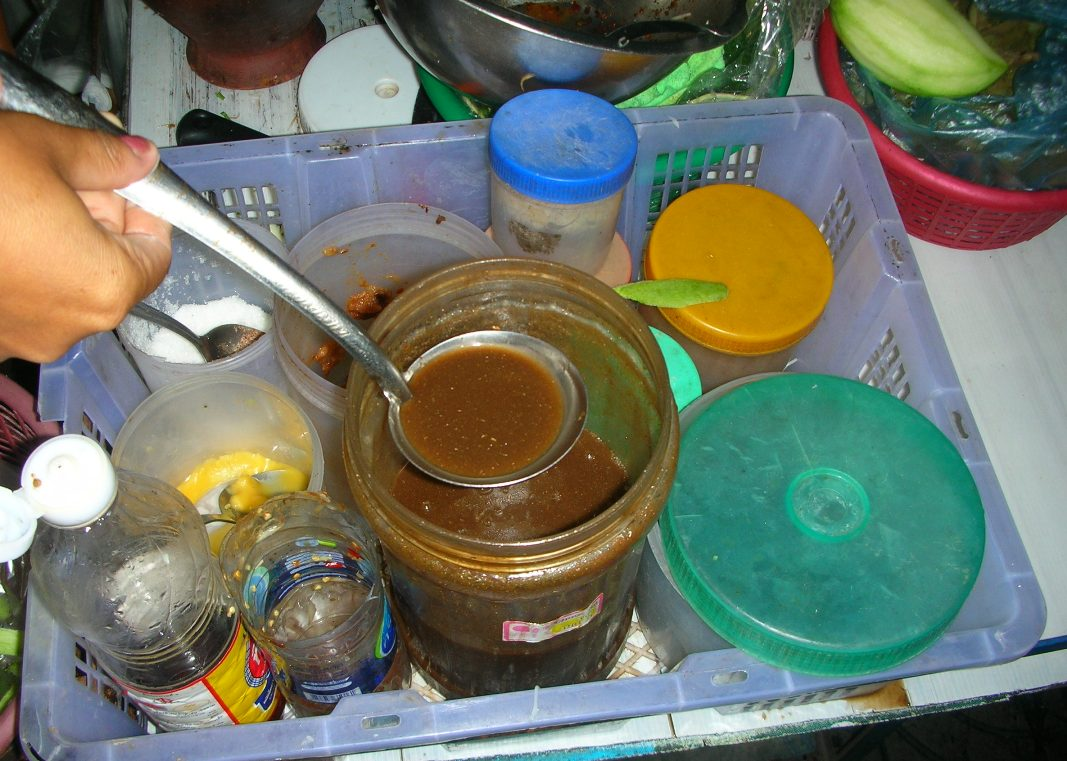
Пла ра у наборі для приготування сом там

Пла ра, пла даєк (тай. ปลาร้า, тай. ปลาแดก) — традиційна приправа з ферментованої риби та рисових висівок в Лаосі та провінції Таїланду Ісаан. Інгредієнти бродять у місткостях щонайменше шість місяців. Найчастіше його додають до салату з папаї сом там.

## Історія
Пла ра походить з басейну річки Меконг. Можливо виник як продукт зіпсованої солоної прісноводної риби. Поширений від Аннамських гір до нижньої М'янми. Ймовірно предки тайців та лаосців навчилися виготовляти цю приправу ще тоді, коли вони проживали у басейні річки Янцзи.

## Приготування

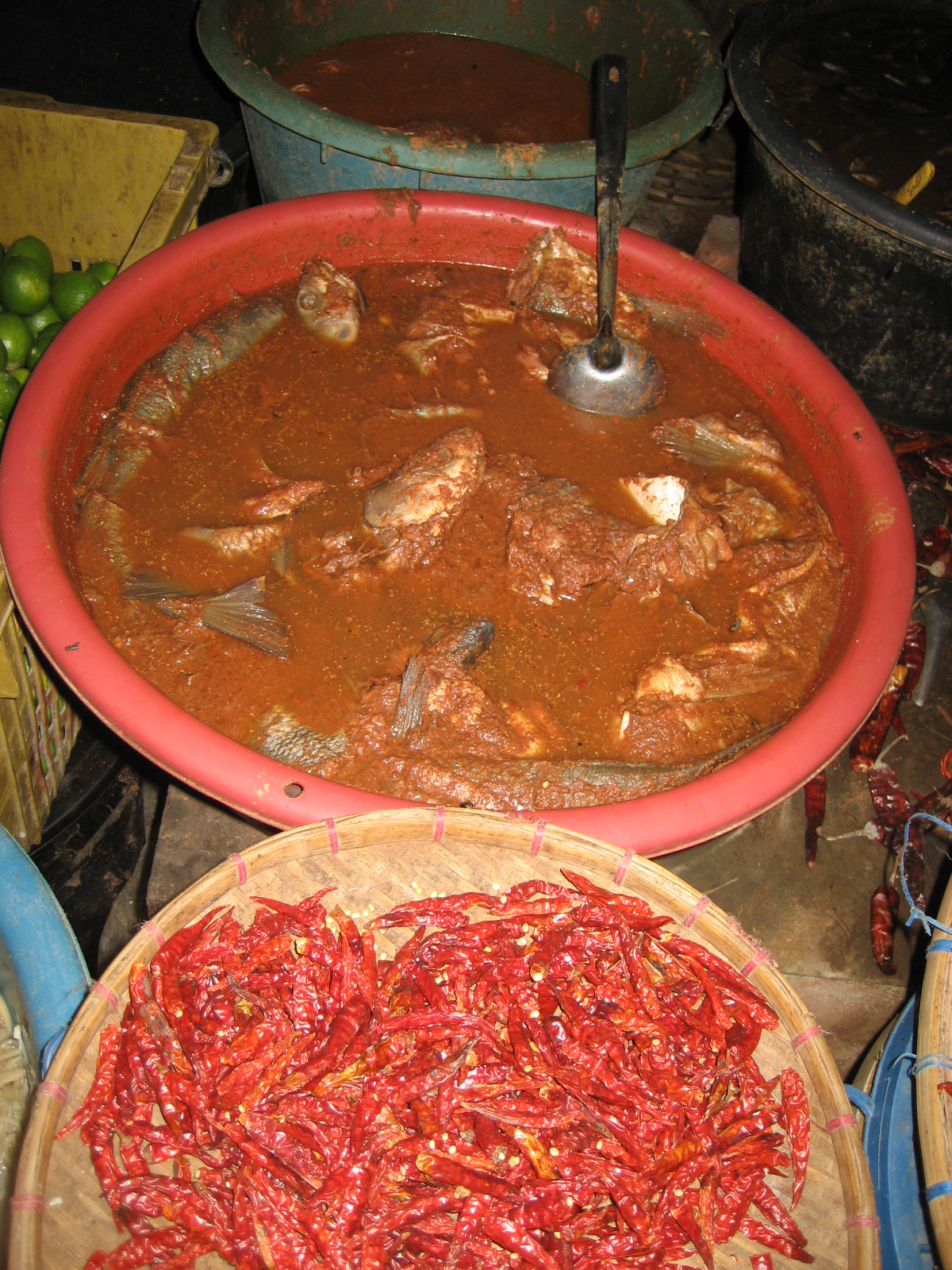
Процес приготування пла даєк

Існує два види пла ра. Перший вирізняється жовтим кольором та виразним запахом і виготовляється зі смаженого рисового порошку та риб Channa striata чи сому. Другий виготовляється з рисових висівок і має чорний колір і має сильніший запах.
Рибу ріжуть на малі шматки й зброджують із сіллю. Після 24 години її щільно закладають у місткість (горщики) і заливають солоною водою. Місткість герметично закривають на три місяці. Потім отриману масу змішують з рисовими висівками чи смаженим рисовим порошком і з герметично закривають ще на два місяці чи довше.
Правила комерційного виготовлення пла ра регулюються Міністерством сільського господарства Таїланду.
Пла ра їдять сирим або як інгредієнт соусу нам пхрік. Також може бути у вигляді порошку.

## Небезпека для здоров'я
В соусі знайдено багато видів бактерій (педіокок, стафілокок, micrococcus, Bacillus subtilis, Bacillus licheniformis, грам-позитивні бактерії, грам-негативні бактерії), деякі з них небезпечні для здоров'я людини (стафілокок золотистий). Дослідження Відділу медичних послуг виявило, що 83 % салатів сом там з пла ра небезпечні для людини. Також є відомості, що пла ра може містити яйця печінкових сисунів.

## Цікаві факти
- Під час сутичок торговців ринку з поліцією у 2009 році в Бангкоці пла ра використали як інгредієнт для «смердючих бомб», якими торговці закидали працівників поліції.[5]
- У 2012 році пла ра було занесено у тайський реєстр нематеріальної культурної спадщини.[4]